# Paraboea neurophylla
Paraboea neurophylla är en tvåhjärtbladig växtart som först beskrevs av Collett och Hemsley, och fick sitt nu gällande namn av Brian Laurence Burtt. Paraboea neurophylla ingår i släktet Paraboea och familjen Gesneriaceae. Inga underarter finns listade i Catalogue of Life.